# ロバート・スウィフト
ロバート・スウィフト（Robert Christen Swift, 1985年12月3日 - ）は、アメリカ合衆国カリフォルニア州ベイカーズフィールド出身のバスケットボール選手。身長は靴無しで213cm、靴有りで216cm。体重111kg。ポジションはセンター。背番号31。

## 経歴
ガルセスメモリアル高校に3年間在籍した後、ベイカーズフィールド高校に転校。ベイカーズフィールド高校時代はソニックスの元選手ロニー・シェルトンの息子らとプレイし、シェルトンから指導を受けた。4年間で通算2044得点、1503リバウンドを挙げた。得点は中部地区歴代9位、リバウンドは歴代2位の記録だった。またマクドナルド・オールアメリカンゲームに出場し二桁得点を挙げた。高校卒業後は南カリフォルニア大学へ進学する予定だったが取り止めアーリーエントリー、2004年のNBAドラフトでシアトル・スーパーソニックスに1巡目全体12位で指名されNBA入りした。
ルーキーシーズンは線も細くベンチで過ごすことが多かったが、2年目の2005-06シーズン途中に監督がボブ・ヒルに交代すると、20試合で先発に抜擢され成績を伸ばした。オフには体重やタトゥーを増やし、2006年のサマーリーグに出場するなど精力的だったが膝の怪我で開幕前に戦線を離脱。結局、2006-07シーズンは全休した。
2010年オフ、ボブ・ヒルがヘッドコーチに就任したbjリーグの東京アパッチと契約。

## その他
- 父親は日本人のハーフで、沖縄に親戚がいる。
- ボストン・セルティックスのGMダニー・エインジから高い評価を受けており、ドラフトで指名を検討されたり[3]、NBA入り後もジェラルド・グリーンと交換で移籍する噂があった。
- デビュー当時はまったく刺青を入れていなかったが、現在は腕一面埋まる程にまで増えている。